# Antônio Pizzonia
Antônio Reginaldo Pizzonia Júnior (*11. září 1980 Manaus) je bývalý brazilský jezdec Formule 1. Po skončení závodění v seriálu F1 jezdil jako pilot týmu FMS International v sérii GP2. Nyní jezdí v formuli Super League.

## Kompletní výsledky ve Formuli 1
| Legenda k tabulce | Legenda k tabulce                                                                       |
| Barva             | Výsledek                                                                                |
| ----------------- | --------------------------------------------------------------------------------------- |
| Zlatá             | Vítěz                                                                                   |
| Stříbrná          | 2. místo                                                                                |
| Bronzová          | 3. místo                                                                                |
| Zelená            | Bodované umístění                                                                       |
| Modrá             | Nebodované umístění                                                                     |
| Modrá             | Dokončil neklasifikován (NC)                                                            |
| Fialová           | Odstoupil (Ret)                                                                         |
| Červená           | Nekvalifikoval se (DNQ)                                                                 |
| Červená           | Nepředkvalifikoval se (DNPQ)                                                            |
| Černá             | Diskvalifikován (DSQ)                                                                   |
| Bílá              | Nestartoval (DNS)                                                                       |
| Bílá              | Závod zrušen (C)                                                                        |
| Světle modrá      | Pouze trénoval (PO)                                                                     |
| Světle modrá      | Páteční testovací jezdec (TD)                                                           |
| Bez barvy         | Netrénoval (DNP)                                                                        |
| Bez barvy         | Vyřazen (EX)                                                                            |
| Bez barvy         | Nepřijel (DNA)                                                                          |
| Bez barvy         | Odvolal účast (WD)                                                                      |
| Bez barvy         | Nezúčastnil se (prázdné)                                                                |
| Označení          | Význam                                                                                  |
| Tučnost           | Pole position                                                                           |
| Kurzíva           | Nejrychlejší kolo                                                                       |
| †                 | Jezdec nedojel do cíle, ale byl klasifikován, protože odjel více než 90 % délky závodu. |
| ‡                 | Byl udělován poloviční počet bodů, protože bylo odjeto méně než 75 % délky závodu.      |
| Horní index       | Umístění bodujících jezdců ve sprintu                                                   |

| Rok  | Tým                   | Šasi          | Motor             | 1       | 2       | 3       | 4      | 5       | 6     | 7       | 8       | 9      | 10     | 11      | 12    | 13    | 14      | 15    | 16      | 17      | 18      | 19      | Body | Umístění  |
| ---- | --------------------- | ------------- | ----------------- | ------- | ------- | ------- | ------ | ------- | ----- | ------- | ------- | ------ | ------ | ------- | ----- | ----- | ------- | ----- | ------- | ------- | ------- | ------- | ---- | --------- |
| 2003 | Jaguar Racing F1 Team | Jaguar R4     | Cosworth V10      | AUS 13† | MAL Ret | BRA Ret | SMR 14 | ESP Ret | AUT 9 | MON Ret | CAN 10† | EUR 10 | FRA 10 | GBR Ret | GER   | HUN   | ITA     | USA   | JPN     |         |         |         | 0    | 21. místo |
| 2004 | BMW WilliamsF1 Team   | Williams FW26 | BMW P84 3.0 V10   | AUS     | MAL     | BHR     | SMR    | ESP     | MON   | EUR     | CAN     | USA    | FRA    | GBR     | GER 7 | HUN 7 | BEL Ret | ITA 7 | CHN     | JPN     | BRA     |         | 6    | 15. místo |
| 2005 | BMW WilliamsF1 Team   | Williams FW27 | BMW P84/5 3.0 V10 | AUS     | MAL     | BHR     | SMR    | ESP     | MON   | EUR     | CAN     | USA    | FRA    | GBR     | GER   | HUN   | TUR     | ITA 7 | BEL 15† | BRA Ret | JPN 17† | CHN 13† | 2    | 22. místo |